# Египетски арабски език
Египетският арабски или само египетски диалект (на арабски: مصري – maṣrī, или اللهجة المصرية – al-lahja al-masriyya) е семитски език от афро-азиатското езиково семейство, произлязъл основно от средновековния арабски език. Възниква в региона на делтата на река Нил (Долен Египет) около градските центрове Кайро и Александрия. Днес е национален език на Египет (докато официален език e арабският) и майчин език за повече от 77 милиона души – мнозинството от египтяните. Също така служи като втори език в много страни от Близкия изток.
Въпреки че египетският арабски език е предимно говорим, той се използва за писане на романи, пиеси, стихове, комикси, реклами, в някои вестници и за транскрибиране на популярни песни. В повечето печатни издания и телевизии се използва класическият арабски език. Също като другите арабски диалекти, с изключение на малтийския, египетският диалект се записва с арабска азбука.